# ماساكي إيتو
ماساكي إيتو (باليابانية: 江藤正基؛ بالكانا: えとう まさき) هو مصارع رياضي ياباني، ولد في 26 فبراير 1954 في كاغوشيما في اليابان.

## وصلات خارجية
- ماساكي إيتو على موقع قاعدة بيانات المصارعة الدولية (الإنجليزية)
- ماساكي إيتو على موقع أوليمبيديا (الإنجليزية)